# Юный радиолюбитель
«Юный радиолюбитель» — книга В. Г. Борисова по теоретическим и практическим основам радиоэлектроники, адресованная прежде всего школьникам. Одно из самых популярных в СССР пособий для начинающих радиолюбителей. Вышла в серии «Массовая радиобиблиотека» восемью изданиями с 1951 по 1992 г.

## Описание
Книга построена как цикл бесед, которые в доступной форме знакомят читателя с теорией электро- и радиотехники, схемотехникой, радиоизмерениями, технологией изготовления радиоэлектронных устройств. Подробно описан ряд конкретных конструкций, от детекторного радиоприёмника до ультракоротковолновой радиостанции.
Как указал автор в предисловии к первому изданию, его книга является результатом капитальной переработки довоенного пособия под тем же названием, автором которого был инженер А. Ф. Шевцов, редактор журнала «Радиолюбитель» и учитель В. Г. Борисова (два издания — 1935 и 1937 года). Книга Шевцова, в свою очередь, основывалась на пособии «Первые шаги радиолюбителя» издания 1933 г. В 1925 г. под названием «Юный радиолюбитель» вышла брошюра М. И. Ржепишевского, тут же раскритикованная как «макулатура».
Содержание книги от издания к изданию сильно изменялось в соответствии с развитием электронной техники. Так, если в первых двух изданиях не было даже упоминания о полупроводниковых приборах, то в последних упор делается на транзисторную схемотехнику, а о ламповой приводятся только самые общие сведения.
Шестое издание «Юного радиолюбителя» было удостоено специальной награды на Всесоюзном конкурсе на лучшее произведение научно-технической литературы.

### В серии МРБ
- Борисов В. Г. Юный радиолюбитель. Массовая радиобиблиотека, вып. 100. — М.-Л.: Госэнергоиздат, 1951. Тираж 75 000
- Борисов В. Г. Юный радиолюбитель. 2-е изд., исправленное и дополненное. Массовая радиобиблиотека, вып. 224. — М.-Л.: Госэнергоиздат, 1955. Тираж 50 000
- Борисов В. Г. Юный радиолюбитель. 3-е изд., переработанное и дополненное. Массовая радиобиблиотека, вып. 330. — М.-Л.: Госэнергоиздат, 1959. Тираж 200 000
- Борисов В. Г., Отряшенков Ю. М. Юный радиолюбитель. 4-е изд., переработанное и дополненное. Массовая радиобиблиотека, вып. 607. — М.-Л.: Энергия, 1966. Тираж 150 000
- Борисов В. Г. Юный радиолюбитель. 5-е изд., переработанное и дополненное. Массовая радиобиблиотека, вып. 764. — М.: Энергия, 1972. Тираж 100 000
- Борисов В. Г. Юный радиолюбитель. 6-е изд., переработанное и дополненное. Массовая радиобиблиотека, вып. 989. — М.: Энергия, 1979. Тираж 230 000
- Борисов В. Г. Юный радиолюбитель. 7-е изд., перераб. и доп. — М.: Радио и связь, 1985. — 439 с. — (Массовая радиобиблиотека. Вып. 1101). Тираж 300 000 (1987—100 000[6])
- Борисов В. Г. Юный радиолюбитель. 8-е изд., перераб. и доп. — М.: Радио и связь, 1992. — 409,[1] с. — (МРБ: Массовая радиобиблиотека; Вып. 1160). Тираж 50 000. ISBN 5-256-00487-5

### Переиздания вне МРБ
- Борисов В. Г. Юный радиолюбитель. — Ташкент: Мехнат, 1987, тираж 150 000
- Борисов В. Г. Юный радиолюбитель. [Пер. с рус.] — М.: Мир, б. г. (1988), ISBN 5-03-000694-X (на испанском языке)[7]
- Борисов В. Г. Юный радиолюбитель. — Ташкент: Мехнат, 2004, тираж 150 000

## Содержание 3-го издания
- Беседа первая. Радио — русское изобретение.
- Беседа вторая. Радиолюбительство.
- Беседа третья. О колебаниях, волнах и звуке.
- Беседа четвёртая. Об электрическом токе.
- Беседа пятая. Знакомство с радиопередачей и радиоприёмом.
- Беседа шестая. Антенна и заземление.
- Беседа седьмая. Первые опыты.
- Беседа восьмая. Как читать радиосхемы.
- Беседа девятая. О рабочем уголке и пайке.
- Беседа десятая. Детекторный радиоприёмник.
- Беседа одиннадцатая. Колебательный контур.
- Беседа двенадцатая. Детекторы и детектирование.
- Беседа тринадцатая. Головной телефон.
- Беседа четырнадцатая. Законы электротехники.
- Беседа пятнадцатая. Электронные лампы.
- Беседа шестнадцатая. От детекторного к ламповому приёмнику.
- Беседа семнадцатая. Одноламповый радиоприёмник с обратной связью.
- Беседа восемнадцатая. Громкоговорители и звукосниматели.
- Беседа девятнадцатая. Усиление низкой и высокой частоты.
- Беседа двадцатая. Детали приёмников и усилителей.
- Беседа двадцать первая. Самодельные батарейные радиоприёмники.
- Беседа двадцать вторая. Гальванические элементы и батареи.
- Беседа двадцать третья. Питание от электроосветительной сети.
- Беседа двадцать четвёртая. Самодельные сетевые приёмники и радиограммофон.
- Беседа двадцать пятая. Измерительные приборы первой необходимости.
- Беседа двадцать шестая. Испытание и налаживание радиоприёмника.
- Беседа двадцать седьмая. Школьный радиоузел.
- Беседа двадцать восьмая. Супергетеродин.
- Беседа двадцать девятая. Связь на ультракоротких волнах.
- Беседа тридцатая. Полупроводниковые диоды и триоды.
- Беседа тридцать первая. Фотоэлементы и их применение.
- Беседа тридцать вторая. Фототелеграфия.
- Беседа тридцать третья. Телевидение.
- Беседа тридцать четвёртая. Радиолокация.
- Беседа тридцать пятая. Верные помощники.
- Беседа тридцать шестая. Для физического кабинета школы и радиокружка.
- Приложения
  - Приёмно-усилительные и выпрямительные лампы
  - Выходные трансформаторы
  - Силовые трансформаторы и автотрансформаторы
  - Плоскостные диоды для выпрямителей
  - Гальванические элементы и батареи
  - Справки